# Will Farquarson
William "Will" Farquarson (Southam, 22 september 1983) is een Brits gitarist. Hij is vooral bekend als lid van de band Bastille, waarvoor hij meestal basgitaar speelt, en soms keyboard of gitaar.

## Carrière
Van 2004 tot 2008 maakte Farquarson, als bassist, deel uit van de band Eyes Wide Open, samen met Ki Fitzgerald, Rene Woolard en Pat Garvey. Ze speelden bijna als eerste band in het vernieuwde Wembley Stadium, maar dit ging uiteindelijk niet door. Hun publieke debuut vond plaats tijdens het festival GWR FM Bristol, voor zo'n 40.000 toeschouwers. Tussen 2006 en 2009 vormde Farquarson een duo met IMAN, die later zou samenwerken met onder andere Ed Sheeran en Kanye West. In 2006 zat hij eveneens in de band van Luan Parle. In 2009 sloot hij zich aan bij de band van Dan Smith, waar hij bassist Sam Edgington verving. Een klein jaar later, in 2010, werd deze band omgedoopt tot Bastille. 
Naast zijn muziekcarrière speelt Farquarson ook sporadisch mee in films of series, zo was hij te zien in de kortfilm LAURA in 2013, La Ri En Rose in 2014 en Game of Thrones in 2017.

## Privé
Farquarson trouwde in 2021 met model en arts Awuoi Mac Bullen. In november 2022 kondigde de band aan dat Farquarson en zijn partner een eerste kind hebben gekregen. Hij bezit sinds 2018 een vliegbrevet.
- MusicBrainz: 719ed7de-f0f2-4098-8b6c-ece4084a8d9a
- Virtual International Authority File: 397163706788529421533